# دانيال كوهن
دانيال كوهن (بالإنجليزية: Daniel Cohen)‏ هو كاتب وكاتب للأطفال أمريكي، ولد في 12 مارس 1936 في شيكاغو في الولايات المتحدة، وتوفي في 6 مايو 2018 في كابي ماي في الولايات المتحدة بسبب إنتان.